# Земля Александра I
Земля́ Алекса́ндра I (Остров Александра I) — крупнейший остров Антарктики, площадью 43 250 км². Он расположен в море Беллинсгаузена к западу от Земли Палмера, Антарктического полуострова, от которого он отделён заливом Маргариты и проливом Георга VI. Русло этого пролива доверху заполняет шельфовый ледник Георга VI, таким образом соединяя Землю Александра I с Землёй Палмера. Остров частично окружён проливом Уилкинса, который расположен к западу от него. Длина Земли Александра I составляет около 390 км в направлении север — юг, а ширина — 80 км на севере и 240 км на юге. Это второй по величине необитаемый остров в мире после острова Девон.

## История
Земля Александра I была открыта 17 января 1821 года (29 января 1821 года) российской экспедицией Фаддея Беллинсгаузена и Михаила Лазарева и тогда же названа в честь императора Александра I. До 1940 года считалось, что этот географический объект относится к антарктическому материку, чем объясняется применение к нему слова «земля», а не «остров». То, что Земля Александра I представляет собой остров, было доказано в декабре 1940 года санной экспедицией Финна Ронне и Карла Эклунда из Антарктической службы США В 1908 году Великобритания объявила Землю Александра I частью Британской антарктической территории. В 1950-х годах на Земле Александра I была основана британская база Фоссил-Блаф, управляемая как часть Британской антарктической территории. В составе базы имелись метеорологическая станция и хранилище топлива.
Территориальные претензии на Землю Александра I предъявили также Чили в 1940 году и Аргентина в 1942 году. В соответствии с Договором об Антарктике претензии не были официально признаны.

## География

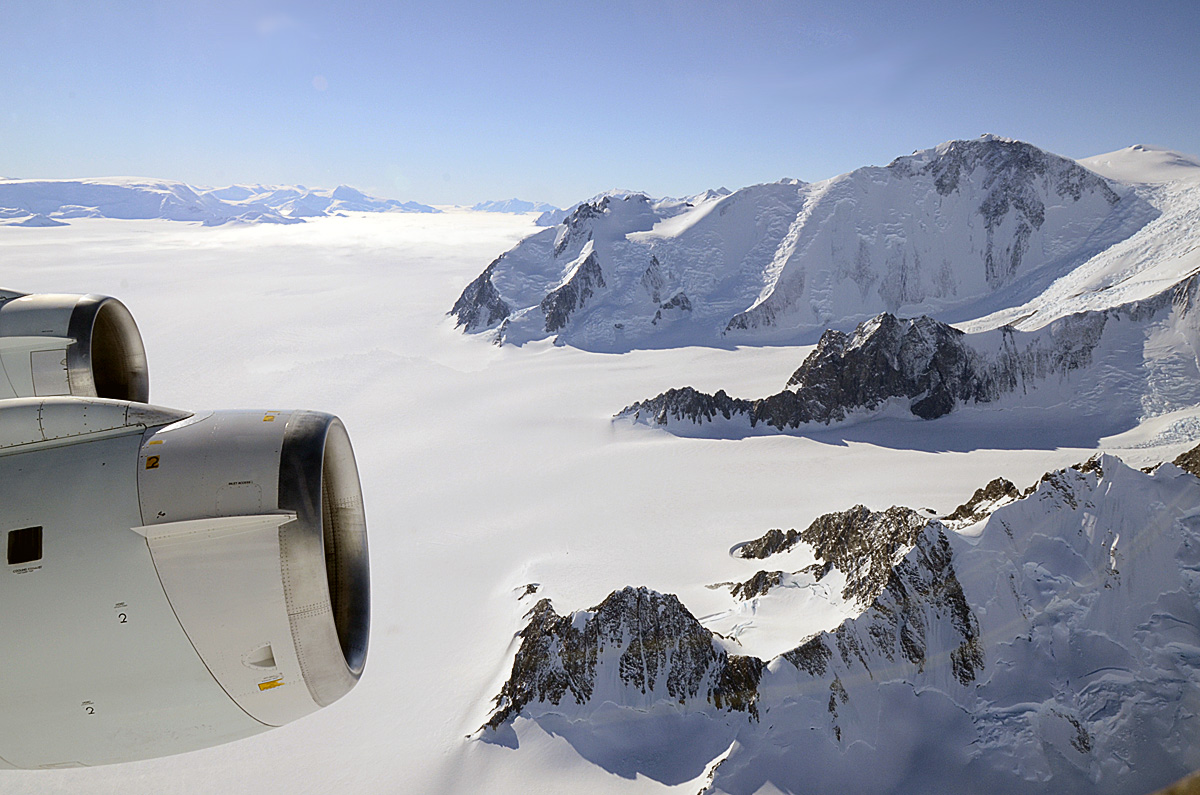
Горный хребет на Земле Александра I (вид с самолёта)

Поверхность Земли Александра I преимущественно покрыта льдом. Существует несколько открытых нунатаков и несколько свободных ото льда областей, то есть массив точек абляции, значительных размеров. Нунатаки — это вершины северных и южных склонов гор и цепей. Эти горы, вершины, холмы и возвышенности окружены постоянным ледяным покровом, состоящим из ледников, стекающих с Земли Александра I. Эти ледники стекают на запад, в шельфовые ледники Баха, пролива Уилкинса и в море Беллинсгаузена, а также на восток в шельфовый ледник Георга VI. Ледяной шельф Георга VI питается как выходными ледниками из ледяной шапки на Земле Палмера, так и ледниками Земли Александра I.
Другая примечательная особенность острова Земли Александра I — озеро Ходжсон. Это бывшее подледниковое озеро, которое стало обычным подлёдным озером после отступления покрывавшего его ледника. Озеро Ходжсона, имеющее размеры 2,0 × 1,5 км и среднюю глубину 93,4 м, закрыто сверху слоем многолетнего льда толщиной от 3,6 до 4,0 м. С севера оно ограничено ледником Сатурна, который стекает на восток в пролив Георга VI, а южная сторона озера Ходжсон ограничена северной стороной хребта Бастион Цитадели. Во время максимума последнего ледникового периода озеро Ходжсон было покрыто слоем льда толщиной не менее 470 м. Этот ледяной покров начал истончаться около 13 500 лет назад. Озеро Ходжсон осталось покрыто многолетним льдом начиная примерно с 11 000 лет назад до настоящего времени.

### Залив Брамса
Заполненный льдом залив Брамса длиной 46 км и шириной 11 км вдаётся в северную сторону полуострова Бетховена на Земле Александра I между полуостровом Харриса и полуостровом Дерочера. Мыс Мазза Пойнт находится непосредственно к северо-востоку от входа, а гора Грига — непосредственно к юго-востоку от основания залива Брамса. Это было обнаружено с воздуха и впервые нанесено на карты в ходе Антарктической исследовательской экспедиции Ф. Ронне (RARE) в 1947—1948 годах и повторно нанесено на карты по воздушным фотографиям RARE в ходе Британского антарктического исследования в 1960 году. Имя немецкого композитора Иоганнеса Брамса было присвоено заливу Британским комитетом по антарктическим названиям.

### Полуостров Харриса
Полуостров Харриса — один из восьми полуостровов Земли Александра I. Это широкий покрытый снегом полуостров, с горой Ли между заливами Верди[en] и Брамса на северной стороне полуострова Бетховена, расположенном в юго-западной части Земли Александра I. Он также был сфотографирован с воздуха в ходе Антарктической исследовательской экспедиции Финна Ронне и назван Консультативным комитетом по антарктическим названиям США в честь М. Харриса, командующего 6-й антарктической эскадрильей развёртывания США в 1982—1983 годах.

### Ледник Лядова
Ледник Лядова, ледник, стекающий к востоко-северо-востоку от полуострова Харриса в залив Брамса, был назван Академией наук СССР в 1987 году в честь русского композитора Анатолия Лядова.

## Геология
Коренная порода под ледяным щитом, покрывающим Землю Александра I, состоит (за исключением полосы длиной от 10 до 30 км вдоль её восточного края) из сложной совокупности метаседиментарных и метавулканических пород. Породы, которые локально перекрываются и проникаются изверженными породами, известны как «Lemay Group». Эти ландшафты состоят из турбидитного песчаника (граувакки и аркозов), смешанного со вторичными алевролитами, аргиллитами, туфами, вулканическими осадочными породами, агломератами и конгломератами. Метаседиментарные породы содержат плохо сохранившиеся останки аммонитов, двустворчатых и брюхоногих моллюсков, радиолярий и фрагментарные окаменелости растений.
Основываясь на биостратиграфии, можно утверждать, что самые старые из известных пород, обнаруженных в группе «LeMay», относятся к нижнему юрскому периоду и простираются до позднего мелового периода. Самые древние породы в этой группе могли быть образованы в пермском или каменноугольном периоде (350—260 миллионов лет назад).
Самая восточная широкая полоса Земли Александра I подкреплена 7-километровой толщей последовательности ископаемых — от мелкого морского до субаэрального флювиального песчаника, аргиллита и конгломератов. Морские слои содержат многочисленные окаменелости: аммонитов, белемнитов, брюхоногих и двухстворчатых моллюсков и др. Верхние речные осадочные породы содержат ископаемые леса со стоячими стволами высотой до 5,5 метра и другие окаменелости растений. Такие осадочные породы по существу неметаморфизованы и аккуратно сложены.